# آستین اف. پایک
آستین اف. پایک (به انگلیسی: Austin F. Pike) سناتور سابق عضو حزب جمهوری‌خواه ایالات متحده آمریکا بود. وی در سال ۱۸۸۳ تا ۱۸۸۶ میلادی سناتور ایالت نیوهمپشایر در سنای ایالات متحده آمریکا بود.